# Холокост в Джигинке
Холокост в Джигинке — систематическое преследование и уничтожение евреев на территории села Джигинка Краснодарского края в ходе временной оккупации села в 1942—1943 годах во время Второй мировой войны, в рамках политики «окончательного решения еврейского вопроса» — составная часть Холокоста в России.

## Появление евреев в селе
Джигинка (ранее Михаэльсфельд, нем. Michaelsfeld) образовалась в 1868 году как поселение немецких колонистов, и изначально была почти моноэтничным селом. Поэтому до войны численность еврейского населения в ней была незначительной.
Однако в первые годы Второй мировой войны население значительно возросло за счёт беженцев, включая евреев из ранее оккупированных районов СССР. По состоянию на 1 октября 1942 года Краснодарский край принял свыше 200 000 человек. В первой половине 1942 года прибыло много беженцев из осаждённого Ленинграда. Многие, пользуясь различными оказиями, бежали из Крыма.
Согласно Постановлению ЦК ВКП(б) и СНК СССР при отступление РККА с Кубани, в первую очередь эвакуировались материальные ценности, а во вторую очередь «квалифицированные рабочие, инженеры и служащие вместе с эвакуированными с фронта предприятиями; население, в первую очередь, молодёжь, годная для военной службы; ответственные советские и партийные работники». Это обстоятельство дополнительно осложнилось затягиванием принятия решения об эвакуации гражданского населения — фактически оно было принято только 4 августа 1941 года, когда бои уже шли на подступах к Краснодару. Многие из беженцев, не бывшие «партийными работниками», исчерпали свои возможности для самостоятельной эвакуации и по различным причинам уже не могли самостоятельно двигаться дальше.
Поэтому, в августе 1942 году, когда село было оккупировано, на его территории оказалось немало еврейских беженцев, которые нашли убежище в Джигинке. Почти все они были убиты за время оккупации.

## Геноцид в Джигинке
Оккупационные власти не создавали в Краснодарском крае отдельных гетто, предпочитая убивать евреев немедленно. Однако, пригодных к труду могли использовать на принудительных работах. В первый же месяц оккупации были расстреляны большинство джигинских евреев — 72 человека. Впоследствии были убиты ещё 9 человек, которые в первые дни оккупации или смогли скрыться, или же, содержались в трудовом лагере. Всего, за время оккупации, за то, что они родились евреями, были убиты 81 человек.

## Места массовых убийств
Спорадические жестокие пытки и убийства евреев происходили по всему селу, однако, согласно воспоминаниям свидетелей, основным местом убийств, с последующим захоронением тел в траншеях, стала Первая балка за окраиной села, к которой жертв вели пешком по улице Розы Люксембург. Там, помимо евреев, нашли свою смерть, и многие другие жертвы оккупации.
Также известны и другие места массовых убийств. Так, по воспоминаниям Гриценко В. В., в районе современной улицы Виноградная, группу пленных различных национальностей, заперли в сарае, который облили бензином и подожгли. Пленные из трудового лагеря перед отступлением оккупантов была загнаны ими в одно из ответвлений тоннеля, который затем взорвали, обрушив часть свода и заживо похоронив своих жертв. Кроме этого, есть свидетельства, что во время работ по строительству оккупанты отводили обессиливших и непокорных в район современной фермы, где расстреливали. Все места массовых казней стали братскими могилами не только для евреев, но и для многих других мирных жителей различных национальностей.

## Организаторы и исполнители убийств
26 сентября 1943 года село было освобождено от оккупантов. Для расследования преступлений против человечности была создана «Варениковская районная комиссия по установлению и расследованию злодеяний немецко-фашистских захватчиков», которая запротоколировала показания свидетелей, и составила список погибших. Согласно заключению этой комиссии «По приказу коменданта всё население евреев, живших в селе Джигинка, было истреблено. Евреев с семьями, в том числе и с грудными детьми, сводили в комендатуру, подвергали пыткам, имущество расхищали, а народ выводило гестапо из села и расстреливали».
Согласно этому же документу, «Ответственным за все эти злодеяния является командующий 17-й немецкой армией генерал-полковник Руофф, начальник штаба полковник Левинский, районный военный комендант обер-лейтенант Гофман, капитан Фрейлих из комендатуры № 1/805, комендант хутора Разнокола … Курт, их сообщники, атаман Балан, начальник полиции Белый, Грецкий».

## Случаи спасения
Дочь супругов Резниковых — Ольга, и её собственные дочери Евгения и Анна, были спасены местной женщиной по имени Соня. Когда оккупанты пытали и убивали родителей Ольги, Соня пользуясь тем, что фашисты отвлечены родителями, отозвала женщин за дом, и подсказала им спрятаться на ночь в груде кукурузной бадылки[неизвестный термин], а на следующее утро вывезла их к своим родственникам, выдавая за русских. За это она потребовала и получила с них плату фамильным золотом Резниковых.

## Список убитых
Здесь приводится неполный список жертв:
- Тобияш Геня Соломоновна (41 год) и её дети: дочери Люся (15 лет) и Зина (11 лет);
- Супруги Моисей и Софья Резниковы;
- Лейдерман Бейцион Иосифович (67 лет) его супруга Этля Хаимовна и их дочь Соня Лейдерман (27 лет);
- Шмуль Коган (60 лет) и его жена Итта (55 лет);
- Вассерман Мария Болеславовна (29 лет) и её сын Михаил Леонтиевич (7 лет);
- Скородинский Иссак Аврамович, 58 лет;
- Сима Кантор (17 лет);
- Скородинская Рина Хаитовна (69 лет);
- Злотникова Рахиля и её дети Тимофей (12 лет), Ольга (6 лет), Аннета (2 года) и грудной младенец, чьё имя не сохранилось;
- Бабруцкая Роза и её дети Пётр (7 лет), Владимир (5 лет) и Финта (2 года).

Особенно жестоким пыткам подвергся старик Коган. Его привязав обмоткой к шее как животное, привязали к дереву, и начали жестоко избивать прикладами винтовок, носками сапог, палками, а затем вырезали у него кусок тела и заставили его съесть, после чего убили ударом топора по голове. Кантор Сима после публичного группового изнасилования толпой солдат сошла с ума, была голой повешена за волосы на столбе, и только спустя несколько часов скончалась от тяжёлых травм полученных во время изнасилования.

## Память
Места массовых убийств никак не отмечены. В Первой балке образовалась стихийная свалка бытового мусора.